# حمزة كودري
حمزة كودري (ولد في 15 ديسمبر / كانون الأول 1987 في ميلة، الجزائر) هو لاعب كرة القدم جزائري يلعب في مركز خط الوسط لـاتحاد الجزائر في الرابطة الجزائرية المحترفة الأولى.

## المسيرة الدولية
في 5 أبريل 2008 استدعي من قبل منتخب الجزائر لكرة القدم للمحليين في مباراة ضد اتحاد البليدة يوم 11 أبريل نيسان.  لقد ظهر في كل من مباريات الجزائر ضد منتخب المغرب لكرة القدم في تصفيات أمم إفريقيا عام 2009.

## إنجازات

### الأندية
اتحاد الجزائر
- الرابطة الجزائرية المحترفة الأولى (2): 2013-14، 2015-16
- كأس الجزائر (1): 2013
- كأس السوبر الجزائري (2): 2013، 2016
- البطولة العربية للأندية (1): 2013

نادي مولودية الجزائر
- الرابطة الجزائرية المحترفة الأولى (1): 2009-10
- كأس السوبر الجزائري (1): 2007

## وصلات خارجية
- حمزة كودري على موقع قاعدة بيانات كرة القدم.إي يو (الإنجليزية)
- حمزة كودري على موقع ناشيونال فوتبول تيمز (الإنجليزية)
- حمزة كودري على موقع Soccerway.com (الإنجليزية)